# The Book Beri'ah - Chesed
Chesed est le disque numéro 4 du coffret The Book Beri'ah, troisième volet du projet Masada de John Zorn. Il est interprété par le duo de guitares formé de Julian Lage et Gyan Riley. Il paraît en tant qu'album en avril 2019.

## Titres
| No  | Titre           | Durée |
| --- | --------------- | ----- |
| 1.  | Katanot         | 4:35  |
| 2.  | Zeir Anpin      | 3:09  |
| 3.  | Sachel          | 4:10  |
| 4.  | Tohu            | 2:30  |
| 5.  | Hekhalot Zutari | 4:14  |
| 6.  | Shevirah        | 2:51  |
| 7.  | Devekut         | 4:46  |
| 8.  | Dibor           | 2:48  |
| 9.  | Pnimiyut        | 4:54  |
| 10. | Bohu            | 5:14  |

## Personnel
- Julian Lage - guitare
- Gyan Riley - guitare